# Pazourův rybník
Pazourův rybník je přírodní památka poblíž obce Strmilov v okrese Jindřichův Hradec. Oblast spravuje Agentura ochrany přírody a krajiny ČR. Důvodem ochrany je zachování a zlepšení podmínek pro výskyt populace leknínu bělostného (Nymphaea candida) a živočichů vázaných na citlivě obhospodařované rybníky.